# Kaltental

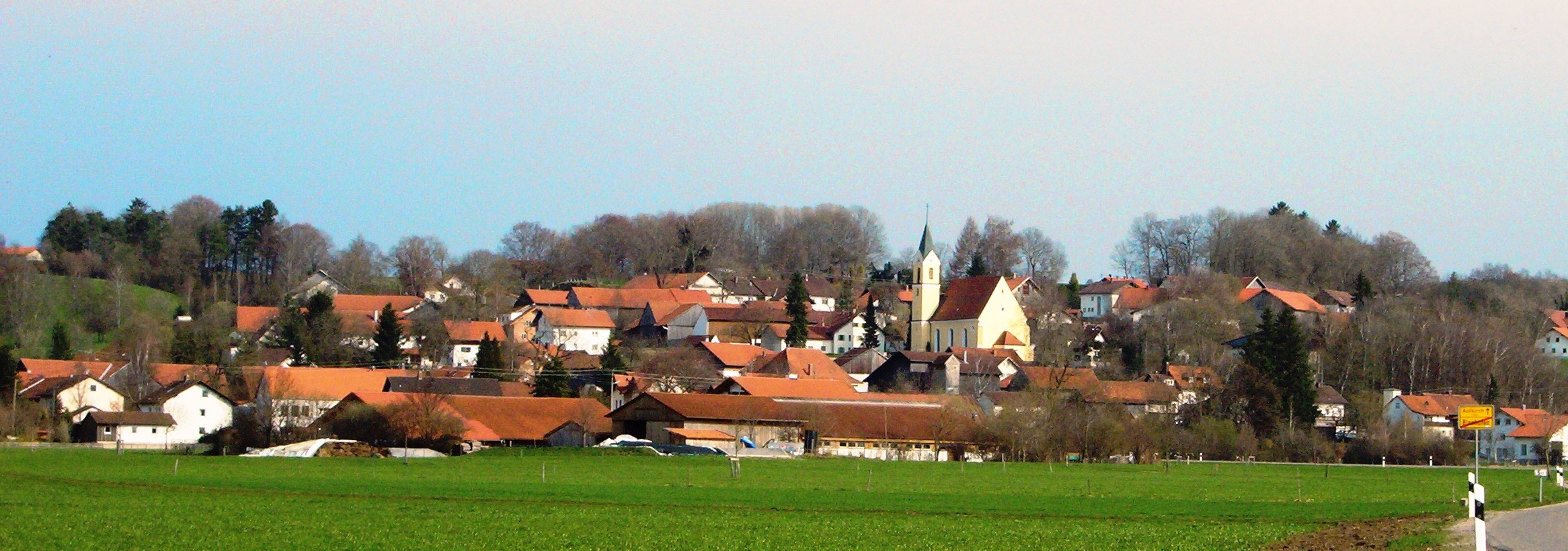

Kaltental é um município do distrito da Algóvia Oriental na Baviera, Alemanha. Kaltental faz parte da associação municipal de Westendorf.